# Akstafa (naselje)
Akstafa (azerski: Ağstafa) je naseljeno mjesto u Azerbajdžanu. Akstafa je središte Akstafinskoga rajona. Prema popisu stanovništva iz 2010. Akstafa ima 20.200 stanovnika.

## Vanjske poveznice
Vodič: Ağstafa na Wikivoyageu